# 本田慎之介
本田 慎之介（ほんだ しんのすけ、1990年6月23日 - ）は、福島県福島市出身の元プロサッカー選手。ポジションはディフェンダー。

## 来歴
高校時代は福島県立富岡高等学校に所属。第一期生として同校初の高校選手権出場を果たす。在学当時は水戸ホーリーホックなどでプレイした小野隆儀に指導を受けていた。2009年、ジュビロ磐田に加入。福島県では萬代宏樹以来となる高卒Ｊリーガーとなった。2010年9月5日、第90回天皇杯2回戦・愛媛FCしまなみ戦で公式戦初出場を果たしたが、2011年、契約満了により退団し、2012年からタイ・プレミアリーグのブリーラム・ユナイテッドFCへ完全移籍した。
2013年前半はバンコク・グラスFC（現：BGパトゥム・ユナイテッドFC）に期限付き移籍し、7月までプレーした。
2013年8月30日、インド・IリーグのデンポSCへの加入が発表された。
キャリアを通して故障が多く、2013年末をもって現役引退。

## 代表歴
2011年にU-22日本代表のウズベキスタン遠征、神戸合宿メンバーに選ばれた。

## 所属クラブ
- 福島市中央ドリマジュニアサッカークラブ
- 2003年 - 2005年 福島市立岳陽中学校
- 2006年 - 2008年 福島県立富岡高等学校
- 2009年 - 2011年 ジュビロ磐田
- 2012年 - 2013年 ブリーラム・ユナイテッドFC
  - 2013年　バンコク・グラスFC（期限付き移籍）
- 2013年  デンポSC

## 個人成績
| 国内大会個人成績 | 国内大会個人成績 | 国内大会個人成績 | 国内大会個人成績 | 国内大会個人成績 | 国内大会個人成績 | 国内大会個人成績 | 国内大会個人成績 | 国内大会個人成績 | 国内大会個人成績 | 国内大会個人成績 | 国内大会個人成績 |
| 年度             | クラブ           | 背番号           | リーグ           | リーグ戦         | リーグ戦         | リーグ杯         | リーグ杯         | オープン杯       | オープン杯       | 期間通算         | 期間通算         |
| 年度             | クラブ           | 背番号           | リーグ           | 出場             | 得点             | 出場             | 得点             | 出場             | 得点             | 出場             | 得点             |
| 日本             | 日本             | 日本             | 日本             | リーグ戦         | リーグ戦         | リーグ杯         | リーグ杯         | 天皇杯           | 天皇杯           | 期間通算         | 期間通算         |
| ---------------- | ---------------- | ---------------- | ---------------- | ---------------- | ---------------- | ---------------- | ---------------- | ---------------- | ---------------- | ---------------- | ---------------- |
| 2009             | 磐田             | 30               | J1               | 0                | 0                | 0                | 0                | 0                | 0                | 0                | 0                |
| 2010             | 磐田             | 30               | J1               | 0                | 0                | 0                | 0                | 1                | 0                | 1                | 0                |
| 2011             | 磐田             | 30               | J1               | 0                | 0                | 0                | 0                | 0                | 0                | 0                | 0                |
| タイ             | タイ             | タイ             | タイ             | リーグ戦         | リーグ戦         | リーグ杯         | リーグ杯         | FA杯             | FA杯             | 期間通算         | 期間通算         |
| 2012             | ブリーラム       | 4                | プレミア         | 14               | 2                | 0                | 0                | 6                | 3                | 20               | 5                |
| 2013             | ブリーラム       | 4                | プレミア         | 0                | 0                | 0                | 0                | 0                | 1                | 0                | 0                |
| 2013             | バンコクG        |                  | プレミア         | 3                | 0                | 0                | 0                | 0                | 0                | 3                | 0                |
| インド           | インド           | インド           | インド           | リーグ戦         | リーグ戦         | リーグ杯         | リーグ杯         | オープン杯       | オープン杯       | 期間通算         | 期間通算         |
| 2013             | デンポSC         |                  | Iリーグ          | 9                | 0                | 0                | 0                | 0                | 0                | 9                | 0                |
| 通算             | 日本             | 日本             | J1               | 0                | 0                | 0                | 0                | 1                | 0                | 1                | 0                |
| 通算             | タイ             | タイ             | プレミア         | 17               | 2                | 0                | 0                | 6                | 3                | 23               | 5                |
| 通算             | インド           | インド           | Iリーグ          | 9                | 0                | 0                | 0                | 0                | 0                | 9                | 0                |
| 総通算           | 総通算           | 総通算           | 総通算           | 26               | 2                | 0                | 0                | 7                | 3                | 33               | 5                |

## 代表歴
- 2011年- U-22日本代表

## タイトル
ブリーラム・ユナイテッドFC
- タイ・リーグカップ 優勝 (1) : 2012
- タイFAカップ 優勝 (1) : 2012